# Automatisation de la logistique

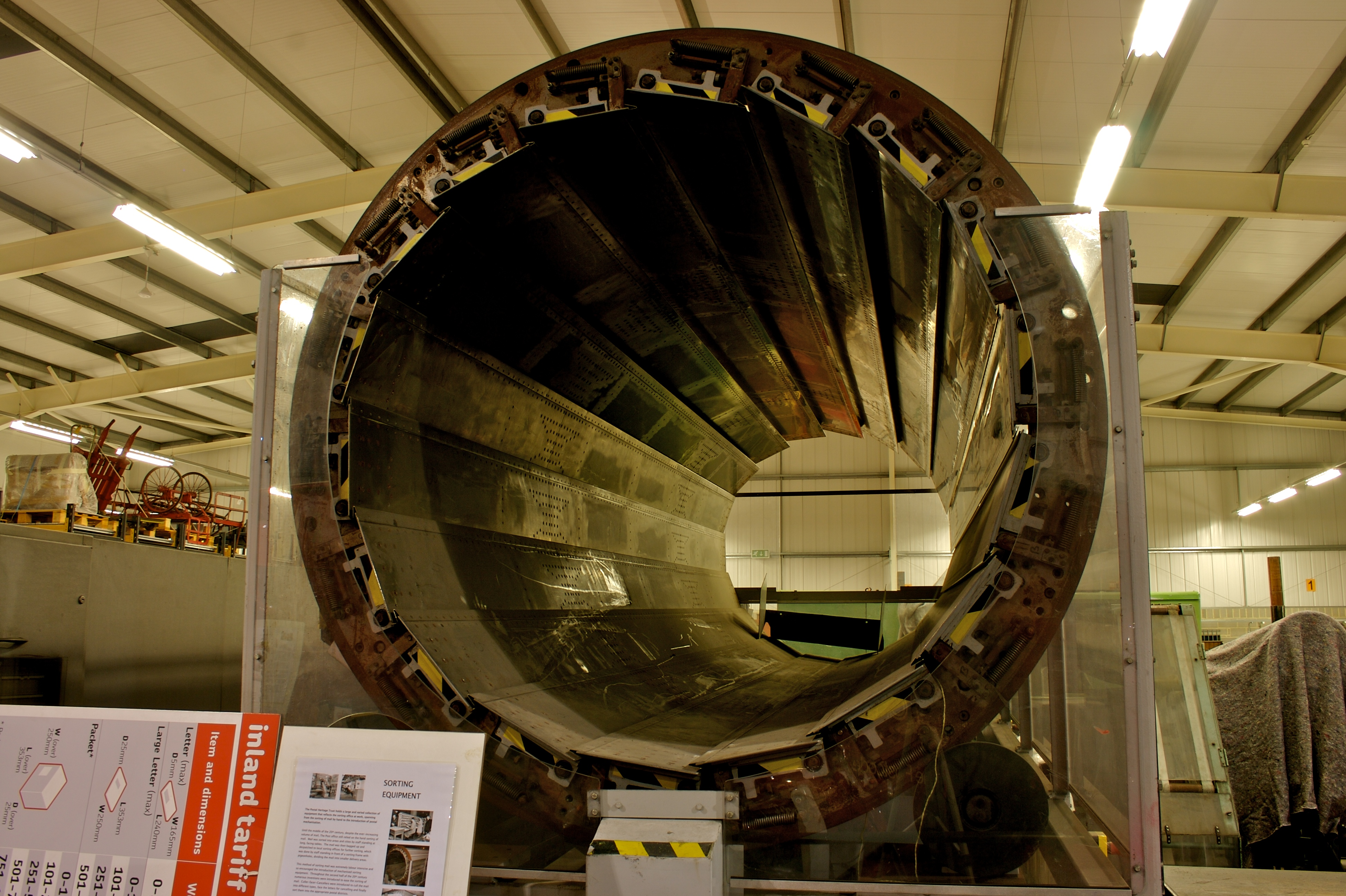
Trieur rotatif de courrier pour ordonner le courrier arrivant en ligne droite.

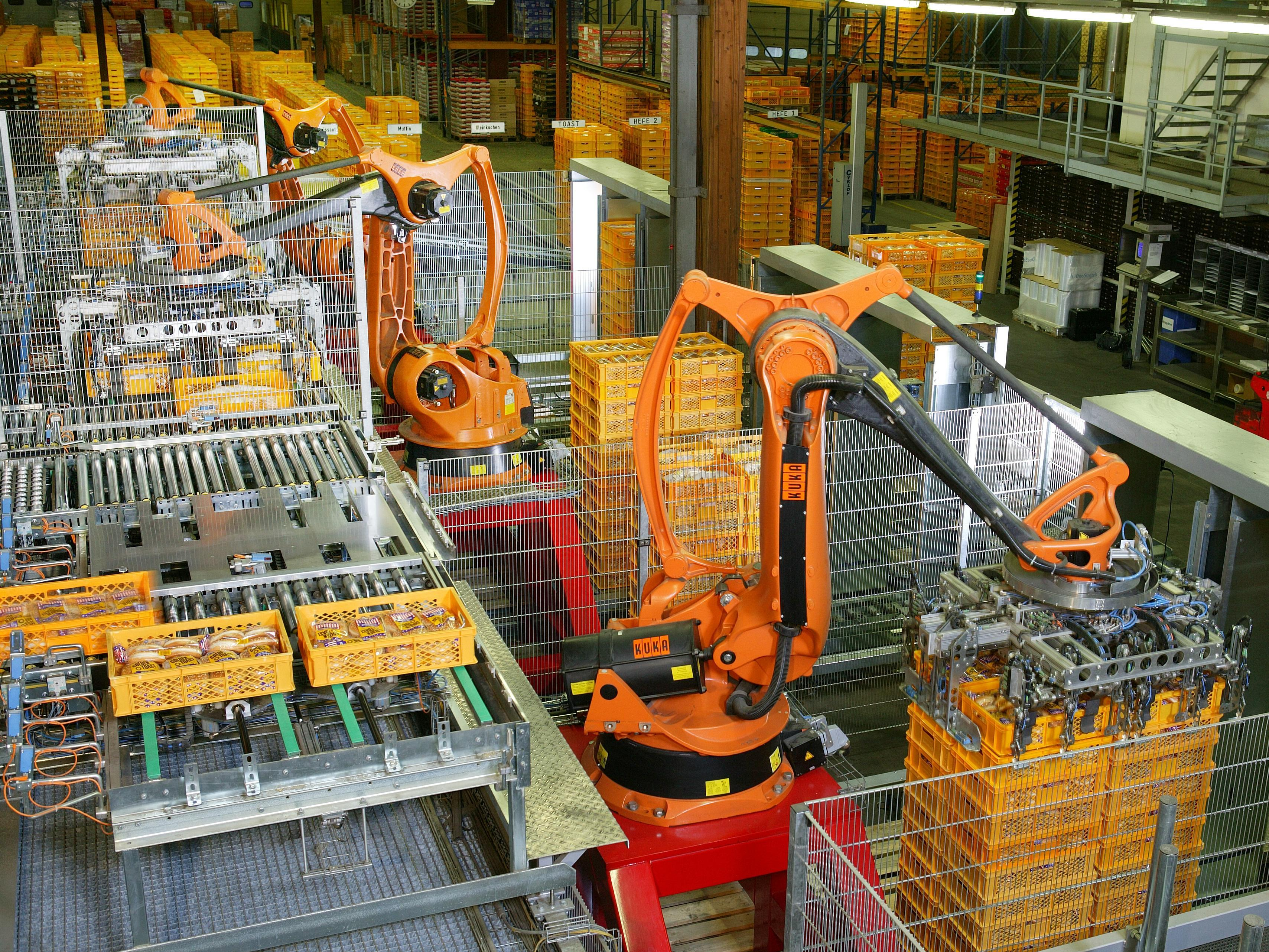
Automatisation de l'usine avec des robots industriels KUKA pour la palettisation de produits alimentaires comme le pain et les toasts dans une boulangerie en Allemagne.

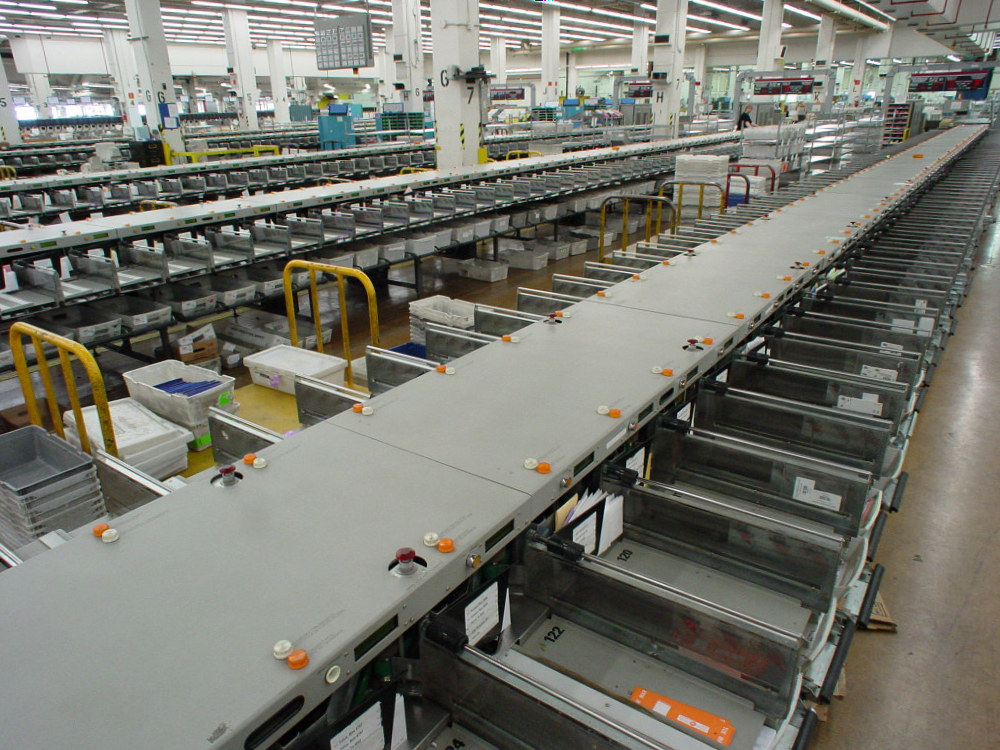
Ligne de tri du courrier : le courrier est identifié par le biais d'un code-barres et trié automatiquement par destination.

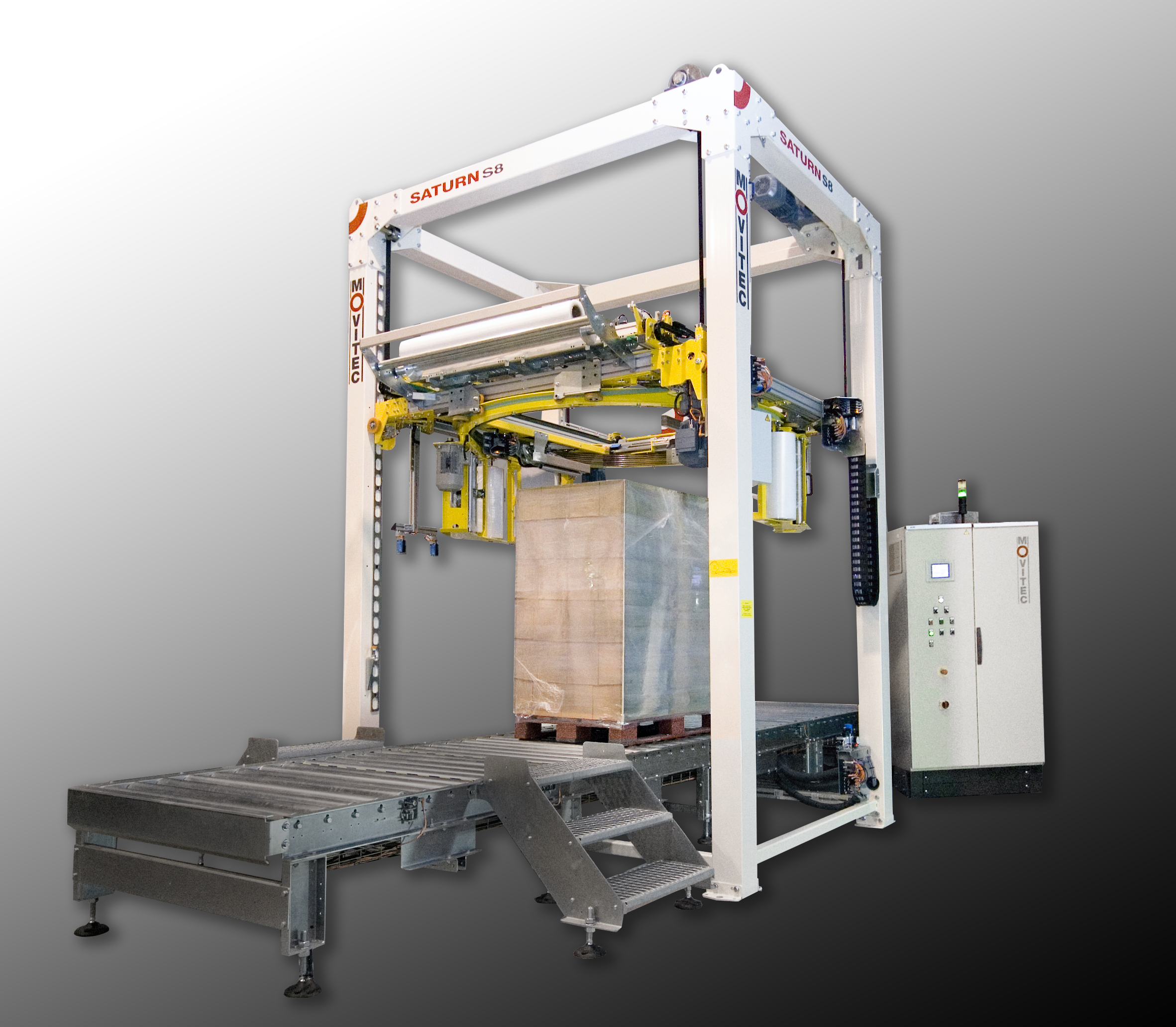
Machine automatique d'emballage de charges unitaires

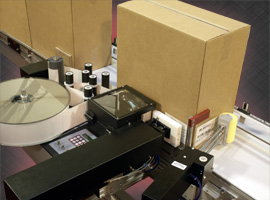
Étiqueteuse automatique de boîtes

L'automatisation de la logistique est l'application de logiciels ou de machines automatisées pour améliorer l'efficacité des opérations logistiques.  En général, cela se réfère aux opérations dans un entrepôt ou un centre de distribution, avec des tâches plus larges entreprises par les systèmes d'ingénierie de la chaîne d'approvisionnement et les systèmes de planification des ressources de l'entreprise.
Les systèmes d'automatisation de la logistique peuvent compléter puissamment les possibilités offertes par ces systèmes informatiques de niveau supérieur. L'accent mis sur un nœud individuel au sein d'un réseau logistique plus large permet aux systèmes d'être hautement adaptés aux exigences de ce nœud.

## Composants
Les systèmes d'automatisation de la logistique comprennent une variété de composants matériels et logiciels :
- Machines fixes
  - Systèmes de stockage et de récupération automatisés, notamment :
    - Les grues desservent un rack d'emplacements, permettant d'empiler verticalement de nombreux niveaux de stock, et permettant des densités de stockage plus élevées et une meilleure utilisation de l'espace que les alternatives.
    - Dans les systèmes produits par Amazon Robotics, des véhicules à guidage automatique déplacent les articles vers un préparateur de commandes humain.

  - Convoyeurs : Les conteneurs peuvent entrer dans des convoyeurs automatisés dans une zone de l'entrepôt et, grâce à des règles codées en dur ou à la saisie de données, être déplacés vers une destination sélectionnée.
    - Carrousels verticaux : basés sur le système d'ascenseur paternoster ou utilisant l'optimisation de l'espace, similaires aux distributeurs automatiques, mais à plus grande échelle.

  - Systèmes de tri : semblables aux convoyeurs, mais généralement dotés d'une plus grande capacité et capables de détourner les conteneurs plus rapidement.  Ils sont généralement utilisés pour distribuer de gros volumes de petits cartons à un grand nombre d'emplacements.
  - Robots industriels : les robots industriels à quatre ou six axes, par exemple les robots de palettisation, sont utilisés pour la palettisation, la dépalettisation, l'emballage, la mise en service et la préparation des commandes.
  - En général, tous ces robots identifient et suivent automatiquement les conteneurs à l'aide de codes-barres ou, de plus en plus, d'étiquettes RFID.
- Les peseuses à contrôle de mouvement peuvent être utilisées pour rejeter des caisses ou des produits individuels dont le poids est inférieur ou supérieur au poids spécifié.  Elles sont souvent utilisées dans les lignes de convoyage de kits pour s'assurer que toutes les pièces appartenant au kit sont présentes.
- Technologie mobile
  - Terminaux de données radio : il s'agit de terminaux portatifs ou montés sur des camions qui se connectent par radio à un logiciel d'automatisation logistique et fournissent des instructions aux opérateurs se déplaçant dans l'entrepôt.  Beaucoup d'entre eux sont également équipés de lecteurs de codes-barres qui permettent d'identifier les conteneurs plus rapidement et plus précisément que la saisie manuelle au clavier.
- Logiciel
  - Logiciel d'intégration : il assure le contrôle global des machines d'automatisation et permet de connecter les grues aux convoyeurs pour des mouvements de stock sans faille.
  - Le logiciel de contrôle opérationnel : il permet de prendre des décisions de bas niveau, comme l'endroit où stocker les conteneurs entrants et où les récupérer sur demande.
  - Logiciel de contrôle opérationnel : fournit des fonctionnalités de plus haut niveau, telles que l'identification des livraisons/stocks entrants, la programmation de l'exécution des commandes et l'affectation des stocks aux remorques sortantes.

## Avantages de l'automatisation de la logistique
Un entrepôt ou un centre de distribution typique reçoit des stocks d'une variété de produits de la part des fournisseurs et les stocke jusqu'à la réception des commandes des clients, qu'il s'agisse d'acheteurs individuels (par exemple, vente par correspondance), de succursales de vente au détail (par exemple, chaînes de magasins) ou d'autres entreprises (par exemple, grossistes).  Un système d'automatisation logistique peut fournir les éléments suivants :
- Des marchandises automatisées dans les processus : Les marchandises entrantes peuvent être marquées avec des codes-barres et le système d'automatisation notifié du stock attendu.  À l'arrivée, les marchandises peuvent être scannées et ainsi identifiées, puis acheminées par des convoyeurs, des systèmes de triage et des grues automatisées vers un lieu de stockage attribué automatiquement.
- Récupération automatisée des marchandises pour les commandes : A la réception des commandes, le système d'automatisation est capable de localiser immédiatement les marchandises et de les récupérer à un emplacement de préparation de commandes.
- Traitement automatisé des expéditions : En combinant la connaissance de toutes les commandes passées à l'entrepôt, le système d'automatisation peut affecter les marchandises prélevées à des unités d'expédition, puis à des charges sortantes.  Les systèmes de triage et les convoyeurs peuvent alors les acheminer vers les remorques de sortie.
- Si nécessaire, reconditionnement pour assurer une protection adéquate en vue d'une distribution ultérieure ou pour modifier le format de l'emballage pour des détaillants/clients spécifiques.

Un système complet d'automatisation des entrepôts peut réduire considérablement la main-d'œuvre nécessaire au fonctionnement d'une installation, l'intervention humaine n'étant requise que pour quelques tâches, comme le prélèvement d'unités de produits dans une caisse emballée en vrac.  Même dans ce cas, une assistance peut être fournie par des équipements tels que les unités de prélèvement à la lumière.  Des systèmes plus petits peuvent n'être nécessaires que pour traiter une partie du processus.  Citons par exemple les systèmes de stockage et de récupération automatisés, qui utilisent simplement des grues pour stocker et récupérer des caisses ou des palettes identifiées, généralement dans un système de stockage en hauteur auquel il serait impossible d'accéder à l'aide de chariots élévateurs ou par tout autre moyen.

## Logiciel d'automatisation
Les logiciels ou les solutions SaaS basées sur le cloud sont utilisés pour l'automatisation de la logistique qui aide l'industrie de la chaîne d'approvisionnement à automatiser le flux de travail ainsi que la gestion du système. Il y a peu de logiciels généralisés disponibles sur le nouveau marché dans ladite topologie. Cela est dû au fait qu'il n'existe pas de règle pour généraliser le système ainsi que le flux de travail, même si la pratique est plus ou moins la même. La plupart des sociétés commerciales utilisent l'une ou l'autre des solutions personnalisées.
Mais il existe plusieurs solutions logicielles utilisées dans les départements de la logistique. Il existe quelques départements dans la logistique, à savoir : Le département conventionnel, le département conteneur, l'entrepôt, le génie maritime, le transport lourd, etc.
Les logiciels utilisés dans ces départements
- Département conventionnel : Logiciel CVT / Logiciel CTMS.
- Département conteneurs : Logiciel CTMS
- Entrepôt : système de gestion d'entrepôt

Amélioration de l'efficacité de la gestion logistique
1. Réseau logistique
2. Information
3. Transport
4. Gestion saine des stocks
5. Entreposage, manutention et emballage